# Neivamyrmex chamelensis
Neivamyrmex chamelensis es una especie de hormiga guerrera del género Neivamyrmex, subfamilia Dorylinae. Esta especie fue descrita científicamente por Watkins en 1986.